# Liste der Bodendenkmale in Rechenberg-Bienenmühle
In der Liste der Bodendenkmale in Rechenberg-Bienenmühle sind die Bodendenkmale der Gemeinde Rechenberg-Bienenmühle und ihrer Ortsteile nach dem Stand der Auflistung von Volkmar Geupel aus dem Jahr 1983 aufgelistet. Eventuelle Änderungen und Ergänzungen, insbesondere aus der Zeit nach der Wende, sind nicht berücksichtigt, da für Sachsen aktuell keine neueren allgemein zugänglichen Bodendenkmallisten vorliegen. Die Baudenkmale sind in der Liste der Kulturdenkmale in Rechenberg-Bienenmühle aufgeführt.
| Denkmal-ID | Fundart            | Ortsteil   | Bezeichnung                                              | Zeitstellung | Lage                                                         | Bemerkungen                                                                              | Bild |
| ---------- | ------------------ | ---------- | -------------------------------------------------------- | ------------ | ------------------------------------------------------------ | ---------------------------------------------------------------------------------------- | ---- |
| ?          | besonderer Stein   | Clausnitz  | Kreuzstein „Blutstein“                                   | Neuzeit      | nördlich im Ort, zwischen Dorfstraße und Bach                | Kreuz mit Bogen über Kopf und Armen und Inschrift eingeritzt, Schutz seit 17. April 1963 |      |
| ?          | Befestigung > Burg | Rechenberg | Wehranlage „Schanze“, „Burgruine“, „Schloss“, „Burgberg“ | Mittelalter  | östlich im Ort auf einem Bergsporn über der Freiberger Mulde | Höhenburg in Spornlage, Schutz seit 19. September 1969                                   |      |